# Paris–Roubaix 1998

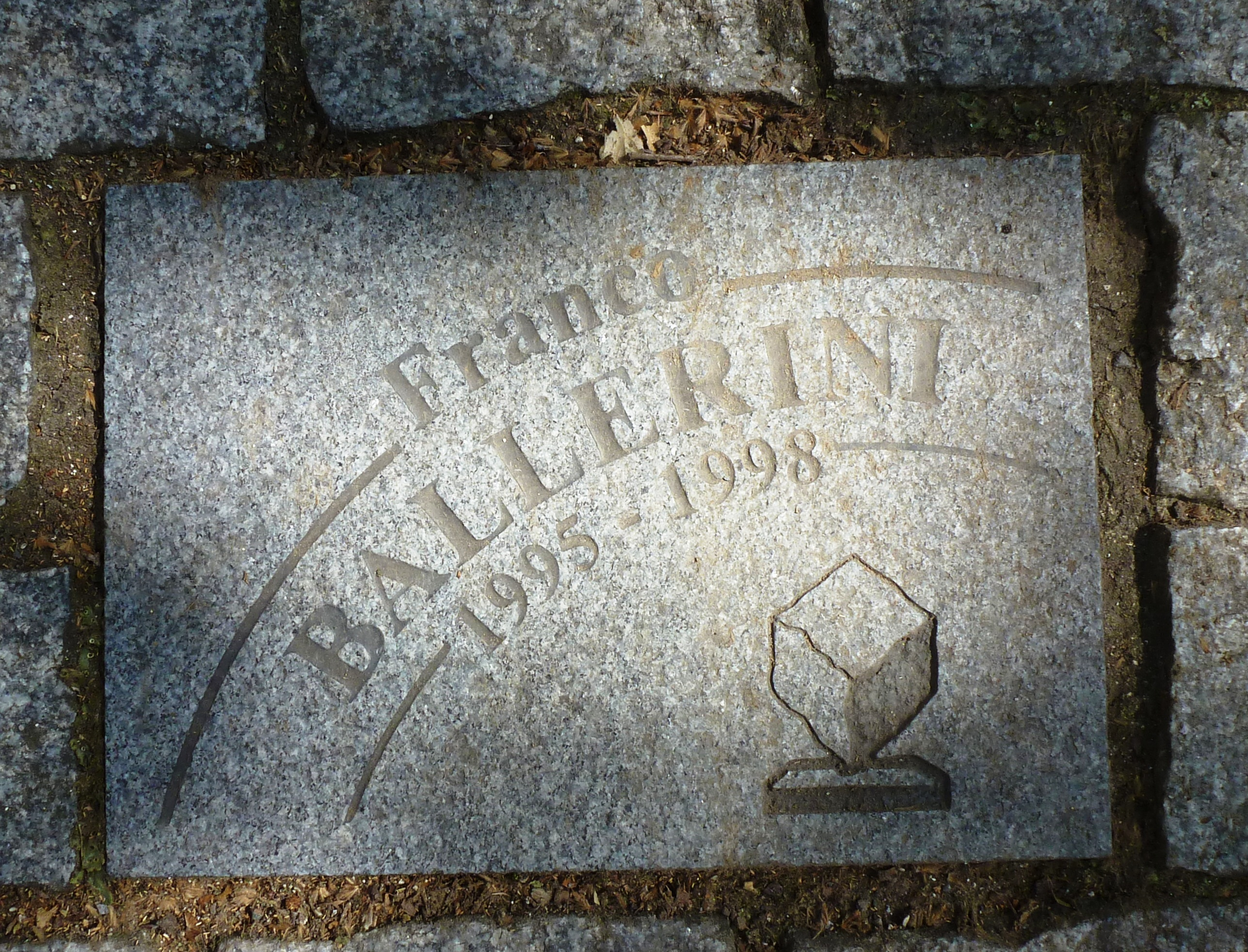
Pflasterstein zu Ehren des zweifachen Siegers Franco Ballerini auf der Allée Charles Crupelandt in Roubaix

Das Eintagesrennen Paris–Roubaix 1998 war die 96. Austragung des Radsportklassikers und fand am Sonntag, den 12. April 1998, statt.
Das Rennen führte von Compiègne, rund 80 Kilometer nördlich von Paris, nach Roubaix, wo es im  Vélodrome André-Pétrieux endete. Die gesamte Strecke war 266,5 Kilometer lang. Es starteten 192 Fahrer, von denen sich 49 platzieren konnten; 17 weitere Fahrer erreichten das Ziel außerhalb des Zeitlimits. Der Sieger Franco Ballerini absolvierte das Rennen mit einer Durchschnittsgeschwindigkeit von 38,27 km/h.
65 Kilometer vor dem Ziel fuhren acht Fahrer aus dem Peloton heraus, weitere 15 Kilometer später attackierte Franco Ballerini und machte sich allein auf den Weg. Er absolvierte eine Alleinfahrt bis in die Radrennbahn, wo er mit einem Vorsprung von mehr als vier Minuten ankam und zum zweiten Mal nach 1995 gewann. Es war das zweite Mal nach 1996, dass das Team Mapei die ersten drei Plätze belegen konnte.